# The Bear and the Maiden Fair (canción)
«The Bear and the Maiden Fair» (traducida como El oso y la doncella) es una canción que aparece en las novelas de Canción de Hielo y Fuego, la saga literaria ideada por el estadounidense George R. R. Martin, autor de la propia canción, y a la que se le dio forma en la adaptación televisiva de Game of Thrones, emitida en HBO. Su visión en la serie cogió forma con las ideas de los showrunners David Benioff y D. B. Weiss, quienes pidieron a Ramin Djawadi que compusiera la melodía. Fue interpretada por la banda estadounidense de rock alternativo The Hold Steady, con arreglos de Tad Kubler.

## Uso
El grupo de rock alternativo e indie estadounidense The Hold Steady grabó The Bear and the Maiden Fair para la tercera temporada de Game of Thrones, estrenada en 2013. Los captores de Brienne de Tarth y Jaime Lannister (entre los que se encuentra el músico Gary Lightbody de Snow Patrol, en un cameo) cantan la canción en el episodio 3 de esa temporada ("Walk of Punishment"), y la grabación de The Hold Steady se reproduce en los créditos finales. La grabación se publicó en un disco de siete pulgadas el 20 de abril de 2013.
En las novelas de Canción de Hielo y Fuego, El oso y la doncella es una canción tradicional popular entre personas de todas las clases sociales en todo Poniente. Cuenta la historia de un oso, "Todo negro y marrón / Y cubierto de pelo", que viajó a una feria de verano, y olió "en el aire del verano... La doncella con miel / En su pelo". Aunque ella juró que "nunca bailaría / con un oso peludo", él "la levantó en alto / en el aire", y "lamió la miel / de su pelo", hasta que ella "suspiró y chilló / y pateó el aire", aceptando finalmente irse con su "oso tan justo".

## Créditos y personal
- The Hold Steady - banda, artistas principales[4]
- Ramin Djawadi - compositor, artista principal, productor[4]
- David Benioff - notas de presentación
- D.B. Weiss - notas de presentación
- George R. R. Martin - letra
- Tad Kubler - arreglos